# دورژاک ۲۰۵۵

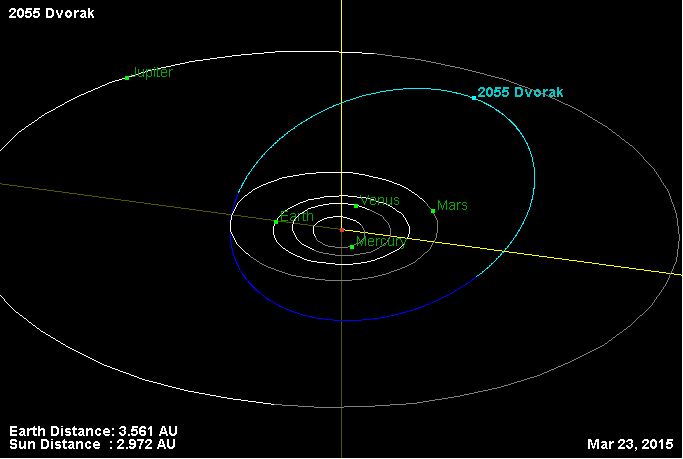
نمایی از محل قرارگیری سیارک دورژاک ۲۰۵۵ در مدار – ۲۰۱۵

سیارک ۲۰۵۵ (به انگلیسی: 2055 Dvorak، نامگذاری:1974DB) دو هزار و پنجاه و پنجمین سیارک کشف شده‌است که در ۱۹ فوریه ۱۹۷۴ کشف شد.
قدر مطلق سیارک برابر ۱۳٫۵۰ است.